# Okręg Rzeszy

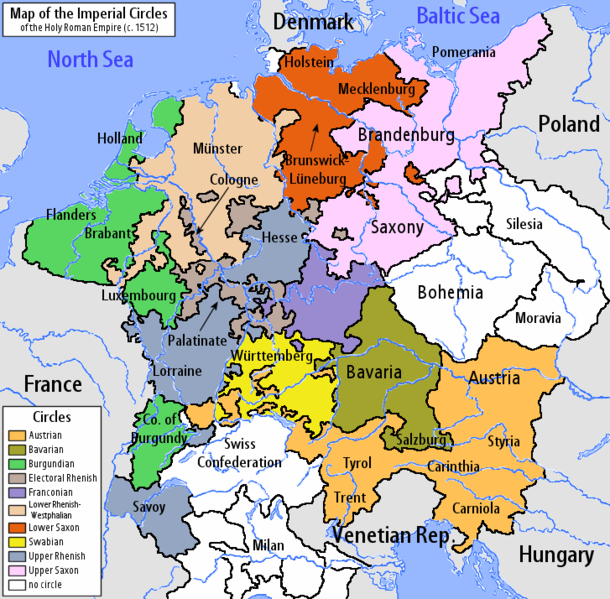
Podział Rzeszy na okręgi w 1512 r.

Okręg Rzeszy, Okręg cesarstwa (niem. Reichskreis, łac. Circulus imperii, l.mn. Circuli imperii) – jednostka administracyjna występująca w Świętym Cesarstwie Rzymskim, grupująca feudalne państwa składowe Rzeszy, powstała jako element szerszej reformy Rzeszy.

## Historia
Reformy administracyjne w Cesarstwie wprowadzone zostały na Sejmach Rzeszy w 1500 (w Augsburgu) i 1512 (w Kolonii) przy współdziałaniu członków sejmu z cesarzem Maksymilianem I. Była o kontynuacja reformy Rzeszy (Reichsreform) mających swój początek już na sejmie w 1489. Ustalono na nich podział Cesarstwa na Okręgi Rzeszy z własnymi instytucjami samorządowymi. Na sejmach w Moguncji w 1517 r. i w Augsburgu w 1518 r. książęta zgłaszali żądania następnych reform administracyjnych w Niemczech. Śmierć cesarza nie pozwoliła zrealizować jednak tych zamierzeń.
Mimo że cesarstwo utraciło wiele terytoriów na przestrzeni lat, okręgi nie uległy większym zmianom aż do końca XVIII wieku.

## Charakterystyka
Okręgi powstały zgodnie ze strefami geograficzno-plemiennymi, a nie z podziałem polityczno-administracyjnym. Okręgi działały przede wszystkim jako strefy wojskowe, podatkowe i sądowe cesarstwa, ale także jako sposób organizacji członków Sejmu Rzeszy i Sądu Kameralnego. Każdy okrąg miał swój sejm (Kreistag), chociaż nie każdy członek owego gremium był członkiem Sejmu cesarstwa. Sejmiki te różniły się od reichstagu tym, że przedstawiciele stanów głosowali virtim, a uchwały zapadały większością głosów. Kierownictwo okręgu zwane Dyrektoriatem, spoczywało w rękach jednego lub dwóch książąt, których terytoria wchodziły w skład danego okręgu. Funkcje administracyjno-policyjne pełnił wybrany Kreisoberrat.

## Praktyka
Okręgi powstałe jako ochrona przed ewentualnym absolutyzmem cesarza, spełniły swoje zadanie, przyczyniając się przy tym do pogłębienia procesu upadku cesarstwa. Książęta większych państw terytorialnych, aczkolwiek obawiali się początkowo ingerencji władz okręgu w ich suwerenne prawa, korzystali jednak z każdej okazji, by zdobyć w nich wpływy i szachować politykę cesarza. Władcy małych podmiotów Rzeszy wykorzystywali okręgi do ochrony swych ziem przed wchłonięciem przez większe księstwa.

## Lista Okręgów Rzeszy
Od 1500:
- Bawarski
- Szwabski
- Górnej Nadrenii
- Dolnej Nadrenii-Westfalii
- Frankonii
- Saksoński

Od 1512 doszły:
- Austriacki (ziemie dziedziczne Habsburgów, bez Czech)
- Burgundzki (ziemie księstwa Burgundii (wraz z Niderlandami))
- Elektoratów reńskich
- z podziału okręgu Saksońskiego – Górna (m.in. Saksonia, Brandenburgia, Pomorze) i Dolna Saksonia

Poza okręgami pozostały:
- ziemie korony Czeskiej (Czechy, Morawy, Śląsk, Łużyce);
- Konfederacja Szwajcarska (od 1648 poza Cesarstwem);
- państwa włoskie należące do cesarstwa, np. Modena, Parma, Toskania, Mantua;
- terytoria zakonów rycerskich;
- mniejsze terytoria jak np. hrabstwo Montbéliard.